# Epidendrum stanhopeanum
Epidendrum stanhopeanum är en orkidéart som beskrevs av Friedrich Fritz Wilhelm Ludwig Kraenzlin. Epidendrum stanhopeanum ingår i släktet Epidendrum och familjen orkidéer.
Artens utbredningsområde är Colombia. Inga underarter finns listade i Catalogue of Life.